# (16675) Torii
Pour les articles homonymes, voir Torii (homonymie).
(16675) Torii est un astéroïde de la ceinture principale.

## Description
(16675) Torii est un astéroïde de la ceinture principale. Il fut découvert le 8 février 1994 à Kitami par Kin Endate et Kazuro Watanabe. Il présente une orbite caractérisée par un demi-grand axe de 2,33 UA, une excentricité de 0,09 et une inclinaison de 8,0° par rapport à l'écliptique.

## Compléments